# Centaurea malinvaldiana
Centaurea malinvaldiana — вид квіткових рослин айстрових (Asteraceae). Ареал: Марокко, Алжир.

## Середовище
Населяє скелясті місцевості.

## Морфологічна характеристика
Це багаторічник 30–70 см заввишки. Прикореневі листки цілісні або ліроподібні, сегменти ланцетні, нечисленні, стеблові листки ліроподібні, листки широкояйцеподібні, остисті. Квіткова голова поодинока, велика. Квітки жовті й пурпурові. Період цвітіння: літо.